# Francesca Alderisi
Francesca Alderisi (Treviso, 29 marzo 1968) è una conduttrice televisiva e politica italiana.

## Biografia
Nata a Treviso da genitori campani, esordisce in televisione nel 1989 partecipando al programma Domenica In (regia di Gianni Boncompagni) di cui farà parte per due edizioni. Successivamente conduce una rubrica dedicata alla programmazione degli spettacoli nel programma Sereno Variabile di Rai 2, a cui partecipa nelle edizioni estive del 1991 e del 1992. Passa poi a Teleregione dove conduce il programma quotidiano Pandora dal 1992 al 1995. Nella stagione 1995/1996 conduce su Rai 1 l'Agenda del Tg1 edizione notte. Dal 1998 al 2000 è il volto e la voce dei maxi-schermi dello stadio olimpico di Roma durante gli incontri calcistici.
Dall'anno 2000 conduce e scrive, per otto edizioni, Sportello Italia, un programma televisivo di servizio in onda in tutto il mondo su Rai International dove, nel 2015 conduce il programma, Cara Francesca.

### Elezione a senatore
Alle elezioni politiche del 2018 viene eletta al Senato della Repubblica, nella circoscrizione estero (America Settentrionale e Centrale) come esponente di Forza Italia nella lista unitaria di centro-destra "Salvini - Berlusconi - Meloni", in virtù delle 10.994 preferenze personali.
Il 4 ottobre 2019 ha donato all’Archivio storico del Senato della Repubblica "la sua raccolta di scritti in forma di memorie, diari e racconti (...) ricevuti da italiani all’estero di tutti i continenti in venti anni di attività in quest’ambito".
Nel dicembre 2019 è tra i 64 firmatari (di cui 41 di Forza Italia) per il referendum confermativo sul taglio dei parlamentari: pochi mesi prima i senatori berlusconiani avevano disertato l'aula in occasione della votazione sulla riforma costituzionale.